# 馬塞·格倫
馬塞·格倫（德語：Max Grün），全名马克西米利安·格林（德語：Maximilian Grün），是德國的一位足球運動員，在場上司職門將，現在效力于德甲球隊慕遜加柏。

## 榮譽

### 球會
- 德乙: 2011-12赛季德乙冠軍